# Monastero di Amutegh
Il monastero di Amutegh è un monastero situato nel distretto di Qubadlı in Azerbaigian, precedentemente situato nella regione di Kashatagh della repubblica di Artsakh (già denominata repubblica del Nagorno Karabakh), a nord del villaggio di Urekan.
Si erge sopra un monte omonimo ad una altitudine di 1315 m sul lato sinistro della valle del fiume Hakari e venne edificato tra il XVII ed il XVIII secolo.
Il complesso è costituito da una basilica a navata unica con copertura a volta, edificata con pietra calcarea e malta. L'apertura è disposta sul lato occidentale. La chiesa non presenta iscrizioni.